# アッホ夫婦
『アッホ夫婦』（アッホふうふ、原題:The Twits）は、イギリスの作家ロアルド・ダールが1980年に発表した児童向けの小説である。挿絵はクェンティン・ブレイクが手掛けた。
1980年の初版発行以来親しまれてきており、 2007年には舞台化もされた。
これまでに日本語訳は二通り出ており、メインキャラクターの名前も異なっている。
本項では1982年に出された田村隆一による翻訳版『いじわる夫婦が消えちゃった!』ではなく、2005年に出された柳瀬尚紀による翻訳版『アッホ夫婦』の表記に合わせる。

## あらすじ
不器量で不衛生で意地悪なアッホ氏とその夫人はともに意地悪な性格をしており、互いに意地悪をしあっていた。
夫妻はペットとして飼っている猿のボスノロ一家に毎日何時間も逆立ちをさせては、言うことを聞かないと暴力をふるうのであった。
ボスノロは夫妻が庭の木に接着剤を塗ってそこに止まった鳥を捕えてパイの具にしていることを知っており、庭の木に近づく鳥たちに警告するも、鳥たちは猿たちの話すアフリカの言葉が理解できず、毎回毎回犠牲になるのであった。
ある日、アフリカから一羽の鳥がやってきて、猿の一家の相談相手になった。
かくして、ボスノロ一家によるアッホ夫婦への復讐が始まるのであった。

## 登場人物
アッホ氏
原文および田村版ではミスター・ツィット(Mr Twit)。
物語の前半部分の主人公。
不器量で不衛生で、おまけに意地悪な人物で、妻と毎日意地悪をしあっている。妻とともに昔はサーカス団で猿の調教をしていた。
なお、アッホ氏のひげや妻に食べさせられたミミズ入りスパゲッティ、鳥のパイなどについては Roald Dahl's Revolting Recipesで言及がある
アッホ夫人
原文および田村版ではミセス・ツィット(Mrs Twit)。
アッホ氏の妻。若い時は美人だったが、考えが醜かったため、時を経るにつれて醜い姿になった。片目は義眼。
ボスノロ
原文および田村版ではマグル・ワンプ氏(Muggle-Wunp)。
物語の後半部分の主人公。
猿の一家の家長。家族は妻と2匹の子供。アフリカ出身で、イギリスの言葉は喋れない。
プディング鳥
原文および田村版ではローリー・ポーリー鳥(Roly-Poly Bird)。
アフリカから来た綺麗な羽色の鳥。いろいろな言葉を話せる。ボスノロ一家のアッホ夫婦打倒に協力する。

## 日本語訳
- 『いじわる夫婦が 消えちゃった!』（田村隆一訳、1982年7月発売） ISBN 4566010562
- 『<ロアルド・ダール コレクション 9> アッホ夫婦』(柳瀬尚紀訳、 2005年9月発売) ISBN 4566014185

## 関連作品
- 『どでかいワニの話（英語版）』 - 本作の前日談で、ボスノロとプディング鳥が登場する。
- 『すばらしき父さん狐』 - 本作と同じく、動物が悪辣な人間に報復する話。